# Charles Hérold Jr.
Pour les articles homonymes, voir Hérold.
Charles Hérold Junior, né le 23 juillet 1990 aux Gonaïves, est un footballeur haïtien. Il évolue en tant que milieu de terrain au sein du Cibao FC, club du championnat de République dominicaine.

## Biographie

### Carrière en club
Surnommé Blanc Solo, Charles Hérold Jr. évolue au Tempête FC, au sein duquel il remporte trois championnats d'Haïti (voir palmarès ci-dessous). En 2011, il atteint la finale du CFU Club Championship où il marque un but qui n'empêche pas la défaite des siens face au Puerto Rico Islanders (1-3).
En 2015, il rejoint le Cibao FC de la voisine République dominicaine. Il y devient un joueur important de cette équipe et remporte notamment le CFU Club Championship en 2017.

### Carrière en sélection
Avec les sélections de jeunes d'Haïti, Charles Hérold Jr. participe avec l'équipe des moins de 17 ans à la Coupe du monde U17 de 2007 en Corée du Sud. En 2011, on le retrouve au sein de l'équipe olympique lors des qualifications pour les Jeux olympiques de 2012 à Londres.
International A depuis 2009, Charles Hérold Jr. dispute quatre matchs des qualifications pour la Coupe du monde 2014 avant de faire partie du groupe des convoqués pour la Gold Cup 2013 où il ne prend part qu'à une seule rencontre (le 8 juillet 2013, contre le Honduras).
Absent de la sélection durant trois ans, il reprend du service en 2016 à l'occasion des éliminatoires de la Coupe du monde 2018 (deux matchs joués) puis enchaîne avec les éliminatoires de la Coupe caribéenne des nations 2017.
Buts en sélection
| Buts en sélection de Charles Hérold Jr. | Buts en sélection de Charles Hérold Jr. | Buts en sélection de Charles Hérold Jr.                      | Buts en sélection de Charles Hérold Jr. | Buts en sélection de Charles Hérold Jr. | Buts en sélection de Charles Hérold Jr. | Buts en sélection de Charles Hérold Jr. |
|                                         | Date                                    | Lieu                                                         | Adversaire                              | Score                                   | Résultat                                | Compétition                             |
| --------------------------------------- | --------------------------------------- | ------------------------------------------------------------ | --------------------------------------- | --------------------------------------- | --------------------------------------- | --------------------------------------- |
| 1.                                      | 24 mars 2013                            | Estadio Panamericano, San Cristóbal (République dominicaine) | République dominicaine                  | 3-1 s.p.                                | 3-1                                     | Match amical                            |
| 2.                                      | 6 janvier 2017                          | Ato Boldon Stadium, Couva (Trinité-et-Tobago)                | Suriname                                | 0-1                                     | 2-4                                     | Qualif. Gold Cup 2017                   |
| 3.                                      | 10 septembre 2018                       | Stade Sylvio-Cator, Port-au-Prince (Haïti)                   | Sint Maarten                            | 5-0                                     | 13-0                                    | Qualif. Gold Cup 2019                   |
| 4.                                      | 16 octobre 2018                         | Stade d'Honneur de Dillon, Fort-de-France (Martinique)       | Sainte-Lucie                            | 0-2                                     | 1-2                                     | Qualif. Gold Cup 2019                   |

## Palmarès

### En club
- Tempête FC
  - Champion d'Haïti en 2009 (ouverture), 2010-11 (ouverture) et 2011 (clôture).
  - Finaliste du CFU Club Championship en 2011.
  - Vainqueur de la Coupe Digicel Super 8 en 2012.
  - Vainqueur du Trophée des Champions en 2009 et 2019.
  - Finaliste du Trophée des Champions en 2012.

- Cibao FC
  - Champion de République dominicaine en 2018.
  - Vainqueur du CFU Club Championship en 2017.
  - Vice-champion de République dominicaine en 2016.
  - Vainqueur de la Coupe de République dominicaine en 2015 et 2016[4].

### Distinctions individuelles
- Désigné meilleur joueur d'Haïti en 2011 par l'Association Haïtienne de Presse Sportive (ASHAPS)[5].